# 810

## Родени
- Методий